# Lagan Chess Club
Lagan Chess Club – północnoirlandzki klub szachowy z siedzibą w Belfaście.

## Historia
Klub został założony w 2008 roku, a w jego skład weszli przeważnie dawni szachiści NI Civil Service Chess Club. W tym samym roku klub zadebiutował w UCU League 1, zajmując piąte miejsce. W kolejnym roku zespół zajął czwartą pozycję. W sezonie 2009/2010 Lagan ponownie był piąty. W 2011 roku klub uzyskał wicemistrzostwo ligi, ulegając jedynie Fisherwick Chess Club. W 2013 roku zespół był czwarty w lidze. Rok później zajął siódme miejsce, a w późniejszym czasie nie uczestniczył w rozgrywkach.